# 巴拉基里
49°9′35″N 26°42′43″E / 49.15972°N 26.71194°E
巴拉基里（烏克蘭語：Балакири）是位於烏克蘭西部的村莊，由赫梅利尼茨基州裡赫梅利尼茨基區的霍羅多克市鎮負責管轄。該村始建於1829年，面積0.66平方公里，海拔高度305米，2001年人口431，人口密度每平方公里653人。